# Mikołaj Niemirowicz-Szczytt (zm. przed 1535)
Mikołaj Niemirowicz-Szczytt (Mikołaj Jakubowicz Szczyt / Mikołaj Szczyt / Mikołaj Szczytt-Niemirowicz; zm. przed 1535) – marszałek hospodarski (1520)
Syn Jakuba Niemirowicza (Szczyta), wnuk Jana Niemirowicza, prawnuk Jana Niemiry ze Wsielubia. Brat Jana Niemirowicza Szczytta. Pradziad Justyniana Niemirowicza-Szczytta.
W 1520 roku jako marszałek hospodarski ufundował wraz z synem Stanisławem altarię pod wezwaniem św. Mikołaja przy kościele w Grannem. Natomiast w 1531 roku wraz z innymi członkami rodziny (Jerzym Olechnowiczem, Wacławem Kostewiczem, Pawłem Raczko, Elżbietą i Mikołajem Iliniczami) ufundował powiększenie uposażenia kościoła w Grannem.
Po ojcu odziedziczył m.in. dobra Śledzianów, Bużyski, Malową Górę, Baciki, Krzemień, Granne, Wsielub. Po śmierci Mikołaja, spadkobiercy stopniowo (do 1569 roku) wyprzedali  wszystkie dobra w ziemi drohickiej.
Mikołaj poślubił Zofię Narbut herbu Trąby, córkę Mikołaja Narbuta, z którą miał pięciu synów: Stanisława (zmarłego między 1535 a 1538 rokiem na wojnie z Moskwą), Wojciecha, Mikołaja (przetrzymywanego wraz z wojewodą połockim Stanisławem Dowojną w niewoli u Iwana IV Groźnego po zdobyciu Połocka w 1563 r. w czasie wojny litewsko-rosyjskiej), Jana i Aleksandra.
Po śmierci Mikołaja Zofia wyszła powtórnie za mąż za Erazma Oporowskiego (zm. przed 1540), syna wojewody łęczyckiego Andrzeja Oporowskiego. 